# 28 let pozneje
28 Years Later je ameriško-britanska postapokaliptična grozljivka ter nadaljevanje filmov 28 dni pozneje (28 Days Later) in 28 tednov pozneje (28 Weeks  Later). Pričakuje se, da bo izšel 20. junija 2025. Režiral ga je Danny Boyle. Pomagal ga je tudi koproducirati z Alexom Garlandom, Andrewom Macdonaldom, Petrom Riceom in Berniejem Bellewom. To je tretji film v trilogiji 28 dni pozneje, ki sledi filmu iz leta 2002 28 dni pozneje in filmu iz leta 2007 28 tednov pozneje. Ob njem je bilo posneto še eno nadaljevanje z naslovom 28 Years Later: The Bone Temple.
V filmu skupina preživelih na britanskem otoku poskuša živeti svoje življenje, medtem ko so obkroženi z ljudmi, okuženimi z virusom besa. Mlad fant se odpravi iskat zdravnika, da bi poskusil pomagati svoji umirajoči materi.
Glavno snemanje se je začelo 7. maja 2024 v Northumberlandu in končalo 29. julija.

## Igralska zasedba
- Jodie Comer kot Isla
- Aaron Taylor-Johnson kot Jamie
- Ralph Fiennes kot Dr. Kelson
- Jack O'Connell kot Sir Jimmy Crystal
- Alfie Williams kot Spike
- Erin Kellyman
- Edvin Ryding kot Erik Sundqvist
- Chi Lewis-Parry